# سانشادکا
سانشادکا (به لهستانی:  Sąsiadka) یک منطقهٔ مسکونی در لهستان است که در گمینا سوووو واقع شده‌است. سانشادکا ۵۰۰ نفر جمعیت دارد.